# Chloe Dancer/Crown of Thorns
Chloe Dancer/Crown of Thorns — песня американской рок-группы Mother Love Bone. Песня была издана в альбоме Shine в 1989 году. Сама песня представляет собой "смесь" двух песен. Первая часть (Chloe Dancer) плавно переходит в другую (Crown of Thorns), общая продолжительность двух песен превышает восемь минут.

## Описание
По мнению критиков, пеня "Chloe Dancer/Crown of Thorns"  это лучшая песня группы Mother Love Bone, она исполнена в стиле группы Led Zeppelin, особенно вокал, который, по мнению критиков, напоминает вокал Роберта Планта. Музыка и слова к первой части (Chloe Dancer) написаны Эндрю Вудом, фронтменом группы, вторая часть (Crown of Thorns), написана всеми участниками группы. В 1990 Crown of Thorns была переиздана на альбоме Apple. Chloe Dancer, как отдельный сингл, не издавалась. Также "Chloe Dancer/Crown of Thorns" стала саундтреком к фильму "Одиночки" в 1992, а 2000 году группа Pearl Jam, записала кавер-версию песни и внесла её в число треков альбома "10/22/00 show in Las Vegas".
В 2007 году журнал Rolling Stone внёc песню в список "Лучшие песни, которые длятся дольше семи минут"